# 98P/Такамидзавы
Комета Такамидзавы (98P/Takamizawa) — короткопериодическая комета из семейства Юпитера, которая была обнаружена 30 июля 1984 года японским астрономом Кэсао Такамидзава в созвездии Козерога. Она была описана как диффузный объект 10,0 m звёздной величины с хвостом длиной 2 ' минут дуги в поперечнике. Другому японскому астроному Цутому Сэки удалось обнаружить её на более раннем фотоснимке, сделанном 26 июля, где она имела яркость 17,0 m. Чуть позднее были найдены ещё более ранние снимки за 6 и 8 июля, на которых комета была принята за дефект фотопластины. Комета обладает довольно коротким периодом обращения вокруг Солнца — чуть более 7,4 года.

Орбита кометы Такамидзавы и её положение в Солнечной системе

## История наблюдений
Используя координаты 8 позиций кометы, собранные с 31 июля по 2 августа, британский астрономом Брайан Марсден вычислил параболическую орбиту кометы. Чуть позже 20 августа, когда появились новые данные, была вычислена и эллиптическая орбита: комета имеет период обращения 7,26 года, а точка перигелия была пройдена ею ещё 24 мая 1984 года на расстоянии 1,57 а. е. от Солнца. Сразу после открытия блеск кометы начал быстро снижаться и к концу сентября достиг 12,0 m. Последний раз её наблюдали 25 ноября. В следующее возвращение она была обнаружена 17 февраля 1991 года американским астрономом Джеймсом В. Скотти в рамках программы Spacewatch. Комета имела яркость в пределах 19,6 m и небольшой хвост 20 " угловых секунд. Её точное расположение указывало на то, что прогноз требует коррекции на -0,5 суток. Хотя ожидалось, что в июле и августе комета достигнет магнитуды 16,0 m, наблюдения астрономов-любителей показали, что комета достигла яркости в 14,0 m. Комета наблюдалась вплоть до 13 сентября. В следующий раз комета вернулась в перигелий 7 ноября 1998 года. Условия для наблюдений были неблагоприятны в это возвращение: всего в период с 2 марта по 19 июня комета наблюдалась лишь 13 раз. Самая яркая из зарегистрированных магнитуд составила 18,7 m.